# Michael Sagurna

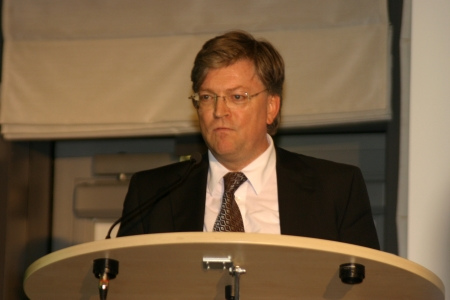
Michael Sagurna

Michael Josef Sagurna (* 27. September 1955 in Paderborn) ist deutscher Politiker (CDU) und Medien- und Unternehmensberater. Bekannt wurde Sagurna als Pressesprecher von Kurt Biedenkopf von 1991–2002 in Dresden.

## Leben
Michael Sagurna studierte von 1975 bis 1985 in Göttingen Publizistik und Kommunikationswissenschaften, in Bonn Rechtswissenschaften und arbeitete als freier Hörfunk- und Zeitungskorrespondent. Mitte der 1980er Jahre war er u. a. Berichterstatter aus den Bürgerkriegen in Afghanistan und Angola sowie Redakteur und Moderator bei RIAS 2. 1988 wechselte er zum neugegründeten RIAS-TV und arbeitete als Hauptstadt-Korrespondent für und stellvertretender Studioleiter in Bonn.

## Politik
In den CDU-Wahlkampfstäben der beiden Bundestagswahlkämpfe 1980 und 1983 wirkte er als Mitglied der Jungen Union mit und war Redakteur des „Deutschland Union-Dienstes“ der CDU.
1991 berief ihn der sächsische Ministerpräsident Kurt Biedenkopf auf Rat von dessen engen Vertrauten Günter Meyer und Ina Martens zum Regierungssprecher. In der sächsischen Staatsregierung wurde Sagurna zusätzlich zu seiner Aufgabe als Regierungssprecher Medienbeauftragter des Freistaats Sachsen und Stellvertreter des Chefs der Staatskanzlei, ab 1998 als beamteter Staatssekretär. Nach dem Ausscheiden Biedenkopfs aus dem Amt des Ministerpräsidenten ging dessen Vertrauter Sagurna 2002 in die freiberufliche Tätigkeit zurück und gründete in Dresden eine Unternehmensberatung für Kommunikation und eine Agentur. Daneben war er als Sprecher tätig unter anderem für einen japanischen Zeichentrickfilm sowie für Fernsehdokumentationen. Nach der Bundestagswahl 2005 war er als Chef des Bundespresseamtes im Gespräch, das Amt ging jedoch an Ulrich Wilhelm.
Am 25. September 2007 wurde Sagurna von Ministerpräsident Georg Milbradt als neuer Chef der sächsischen Staatskanzlei im Kabinett Milbradt II vorgestellt. Er wurde am 15. Oktober 2007 zunächst zum Staatssekretär wiederernannt und am 7. November 2007 als Staatsminister und Chef der Staatskanzlei vereidigt. In der Presse kündigte Sagurna an, vor allem nach innen wirken zu wollen und die Koordination der Regierung zu verbessern. Im Juni 2008 wurde er durch den neuen sächsischen Ministerpräsidenten Stanislaw Tillich nicht wieder in das Kabinett berufen, sondern durch Johannes Beermann ersetzt. 2009 gründete Sagurna die C&M Sagurna Agentur UG/GmbH und arbeitet extern als Unternehmensberater.
Von 1994 bis 2019 war er Mitglied des Rundfunkrates der Deutschen Welle, seit 2010 Mitglied und von 2013 bis 2019 Präsident des Medienrates der Sächsischen Landesanstalt für privaten Rundfunk und neue Medien (SLM). Sein Nachfolger ist der Leipziger Volljurist Markus Heinker.
Michael Sagurna ist Katholik, verheiratet und lebt und arbeitet in Dresden.

## Werke (Auswahl)
- Michael Sagurna & Claudia Vogl: Der Freiheitskrieg in Afghanistan, Bonner Friedensforum, Bonner Friedensforum: Schriftenreihe ; H. 4, Bonn, 1984
- Michael Sagurna: Sanitäter für Afghanistan : 5 Jahre sowjetischer Krieg gegen Afghanistan, Bonner Afghanistan-Komitee, Bonn, 1984
- Michael Sagurna: Teilungsfolgen : Materialsammlung zum Streit um staatliche Beihilfe an die Volkswagen-AG für ein Investitionsvorhaben im Freistaat Sachsen, Sächsische Staatskanzlei, Dresden, 1996
- Anja Willkommen & Michael Sagurna: Ein bemerkenswerter Fall - Joseph, Sebnitz und die Presse, Sächsische Staatskanzlei, Dresden, 2001
- Michael Sagurna: Weltoffenes Sachsen - Anspruch und Wirklichkeit, CDU-Fraktion des Sächsischen Landtages, Dresden, 2008